# Байса (Бурятія)
Байса (рос. Байса) — селище Баунтовського евенкійського району, Бурятії Росії. Входить до складу Сільського поселення Алматське.
Населення —  ненаселене (2015 рік). 